# Giuseppe Secchi
Giuseppe Secchi (Concorezzo, 1931. április 16. – Concorezzo, 2018. január 11.) olasz labdarúgó, csatár.

## Pályafutása
1949 és 1965 között élvonalbeli, másod- és harmadosztályú csapatokban szerepelt. Az élvonalban öt idényen át szerepelt a Triestina, az Udinese, az AS Roma és az Atalanta csapataiban. Legnagyobb sikerét az 1958–59-es idényben érte, amikor az Atalanta csapatával bajnok lett a Serie B-ben.

## Sikerei, díjai
Atalanta
- Olasz bajnokság – másodosztály (Serie B)
  - bajnok: 1958–59

 Triestina
- Olasz bajnokság – harmadosztály (Serie C)
  - bajnok: 1961–62